# Jean Irigoin
Jean Irigoin (* 8. November 1920 in Aix-en-Provence; † 28. Januar 2006 in Paris) war ein französischer Gräzist. Als Spezialist für die Überlieferungsgeschichte der griechischen Literatur machte er sich besonders um die Textkritik der Dichter Pindar und Bakchylides verdient.

## Leben
Jean Irigoin besuchte das katholische Lycée Saint-Louis-de-Gonzague und studierte an der Universität von Paris (Sorbonne) und der Universität Aix-Marseille. Nach dem ersten Studium arbeitete er zwei Jahre als Lehrer in Aix und Digne, bevor er 1946 die Agrégation (Lehrbefugnis für höhere Schulen) in Grammatik bestand. Danach ging er zwei Jahre als Vertreter der französischen Besatzungsmacht nach Berlin, wo er als Chef der Kultursektion in der französischen Gruppe des Alliierten Kontrollrats fungierte.
Anschließend vertiefte er seine Studien an der École pratique des hautes études in Paris. Zu seinen akademischen Lehrern zählten der Indogermanist Émile Benveniste, die Gräzisten Pierre Chantraine und Alphonse Dain und der Epigraphiker Louis Robert. Er war Wissenschaftlicher Mitarbeiter beim Centre national de la recherche scientifique und beim Lexikon des frühgriechischen Epos in Hamburg (1952/1953), das wenige Jahre zuvor von Bruno Snell begründet worden war. Während dieser Zeit verfasste Irigoin zwei Qualifikationsschriften, die 1952 und 1953 erschienen, und aufgrund derer er das doctorat d’Etat erlangte.
Ab 1953 war Irigoin Dozent an der Universität Poitiers, wo er 1956 zum Professor der griechischen Sprache und Literatur ernannt wurde. 1965 wechselte er als Professor der griechischen Philologie an die Universität Paris-Nanterre und 1972 in gleicher Eigenschaft an die Sorbonne. Daneben lehrte er an der École pratique des hautes études (EPHE), wo er 1965 nach dem Tod seines akademischen Lehrers Alphonse Dain zum directeur d'études ernannt wurde. In der historisch-philologischen Sektion der EPHE leitete er bis 2000 das Seminar für griechische Philologie. Zusätzlich nahm er 1985 einen Ruf auf den Lehrstuhl für griechische Überlieferungsgeschichte und Textkritik (tradition et critique des textes grecs) am Collège de France an, wo er bis zu seiner Emeritierung 1992 tätig war.
Jean Irigoin war ab 1954 mit der Bibliothekarin Janine Garaud verheiratet. Das Paar hatte zwei Söhne und zwei Töchter.

## Forschungsarbeit
Irigoins Forschungsarbeit konzentrierte sich auf die Textkritik und Überlieferungsgeschichte der griechischen Dichter, allen voran die Lyriker Pindar und Bakchylides. In seiner ersten Monografie Histoire du texte de Pindare untersuchte er die Textgeschichte der Pindarischen Oden von der Antike bis zu den ersten gedruckten Editionen. Insbesondere im Bereich der byzantinischen Handschriften, deren Verhältnis und Abhängigkeit er weitgehend klärte, leistete er dabei grundlegende Arbeit. 1953 und 1958 folgten seine Monografien zur Metrik der griechischen Chorlyrik und zu den metrischen Pindarscholien. Seine paläografische und kodikologische Expertise zeigte sich auch in dem Forschungsbericht über griechische Handschriften, den er für die Zeitschrift Lustrum verfasste.
Von 1964 bis 1999 war Irigoin Herausgeber der griechischen Reihe der Collection Budé, in der kritische Editionen antiker Texte mit französischer Übersetzung und Erläuterungen erscheinen. Um die Arbeit der Mitarbeiter der Reihe zu strukturieren, veröffentlichte Irigoin 1972 eine Handreichung unter dem Titel Règles et recommandations pour les éditions critiques. Diese „Regeln und Empfehlungen“ galten zwar in erster Linie für die Collection Budé, „besitzen aber darüber hinaus für die Edition griechischer Texte überhaupt grundlegende Bedeutung“. Von Irigoins weiteren Arbeiten ist vor allem die kritische Edition der Dithyramben, Epinikien und Fragmente des Bakchylides zu nennen (1993). Von seinen zahlreichen Einzelstudien erschien eine Auswahl in einem Sammelband unter dem Titel La Tradition des textes grecs. Pour une critique historique (2003).
Ab den 1960er Jahren engagierte sich Irigoin auch in internationalen wissenschaftlichen Vereinigungen. Bei der International Association of Paper Historians saß er von 1963 bis 1976 im Beirat und war von 1976 bis 1980 Vizepräsident. Ab 1965 war er Mitherausgeber der kodikologischen Zeitschrift Scriptorium, ab 1970 Mitherausgeber der Revue d’histoire des textes und von 1986 bis 1994 Präsident des Comité scientifique de l’Institut de Recherche et d’Histoire des Textes.

## Auszeichnungen
Für seine wissenschaftlichen Leistungen erhielt Irigoin zahlreiche Auszeichnungen. Er war Mitglied der Accademia Pontaniana (ab 1975), der Académie des Inscriptions et Belles-Lettres (ab 1981), der Akademie von Athen (ab 1983), der Akademie der Wissenschaften zu Göttingen (ab 1989), der Accademia Nazionale dei Lincei (ab 1991) und der Bayerischen Akademie der Wissenschaften (ab 1996). 2002 erhielt er den Antonio-Feltrinelli-Preis der Accademia Nazionale dei Lincei und 2003 die philosophische Ehrendoktorwürde der Universität Athen.
Außerdem war er Ritter der Ehrenlegion, Offizier des Ordre national du Mérite und Commandeur des Ordre des Palmes Académiques.

## Schriften (Auswahl)
- Histoire du texte de Pindare. Paris 1952
- Recherches sur les mètres de la lyrique chorale grecque: la structure du vers. Paris 1953
- Les scholies métriques de Pindare. Genf 1958
- Règles et recommandations pour les éditions critiques. Paris 1972
- mit Jacqueline Duchemin und Louis Bardollet: Bacchylide. Dithyrambes-Epinicies-Fragments. Paris 1993
- La Tradition des textes grecs. Pour une critique historique. Paris 2003

Herausgeberschaft
- mit Jacques Bompaire: La paléographie grecque et byzantine. Paris 1977
- La pratique des ordinateurs dans la critique des textes. Paris 1979
- Tradition et critique des textes grecs. Paris 1997